# Agnieszka Smoczyńska

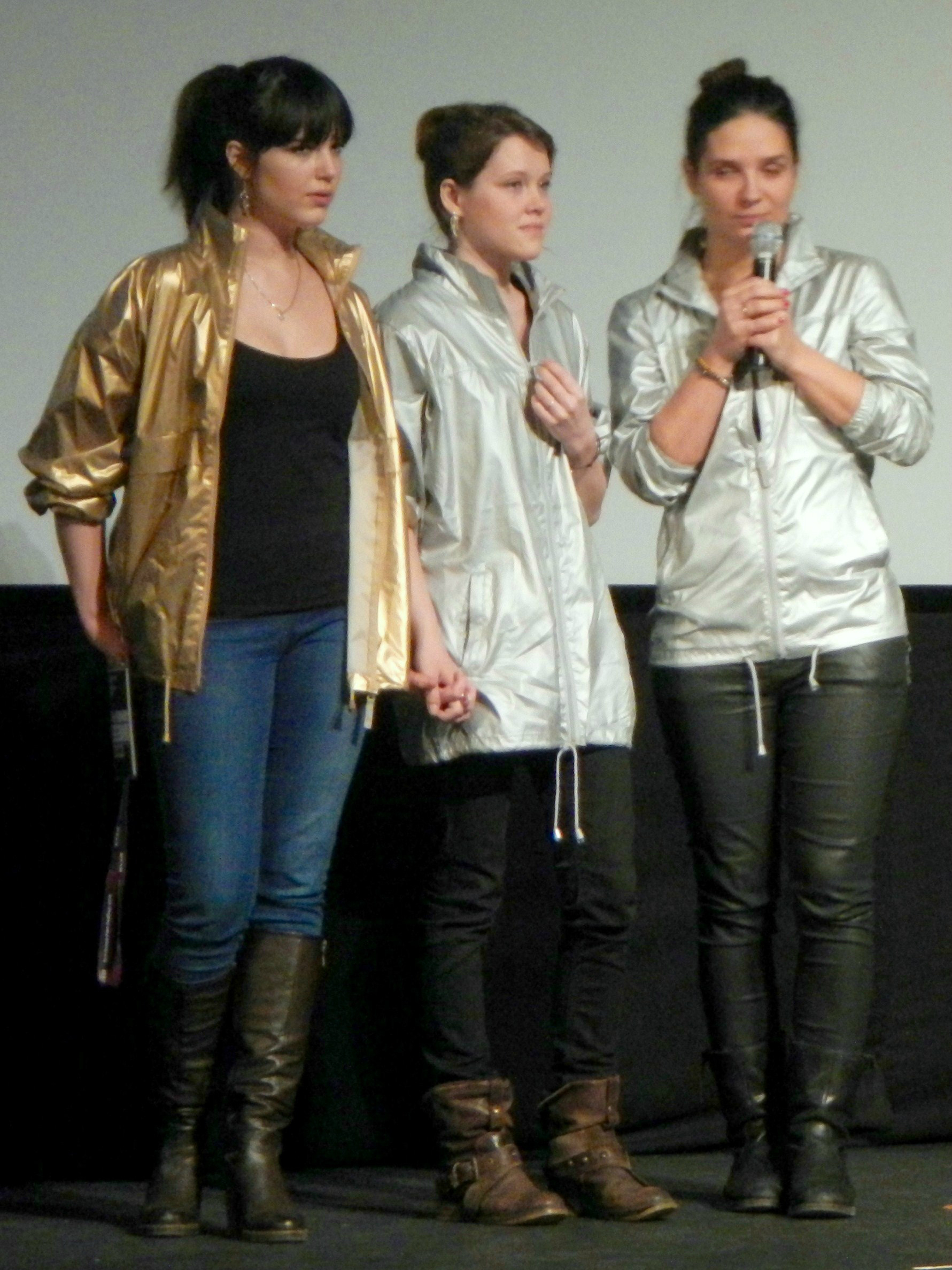
Agnieszka Smoczyńska (rechts) auf dem Sundance Film Festival 2016

Agnieszka Smoczyńska (* 18. Mai 1978 in Breslau) ist eine polnische Film- und Fernsehregisseurin.

## Leben
Smoczyńska studierte Regie an der Fakultät für Radio und Fernsehen der Schlesischen Universität Kattowitz. Nach ihrem dortigen Abschluss 2005, besuchte sie 2006 die Andrzej-Wajda-Meisterschule für Filmregie in Warschau. Des Weiteren studierte sie Kulturwissenschaften an der Universität Breslau.

## Auszeichnungen und Mitgliedschaften
2016 war Smoczyńska auf dem internationalen Filmfestival Fantasporto mit ihrem Debütfilm Sirenengesang Preisträgerin des Großen Preises für den besten Film im Fantasy-Wettbewerb.
Smoczyńskas vierter Spielfilm The Silent Twins, welcher gleichzeitig ihre erste englischsprachige Filmproduktion ist, gewann beim Polnischen Filmfestival Gdynia im September 2022 den Goldenen Löwen.
2023 wurde sie Mitglied der Academy of Motion Picture Arts and Sciences (AMPAS). Des Weiteren ist sie Mitglied des feministisch geprägten französischen Vereins Collectif 50/50.

## Filmografie (Auswahl)
- 2015: Sirenengesang (Córki dancingu) (R)
- 2018: 1983 (Fernsehserie, 1 Folge) (R)
- 2018: Fuga (R)
- 2020: Warrior Nun (Fernsehserie, 2 Folgen) (R)
- 2022: The Silent Twins (R)